# Anastrophyllum myriocarpum
Anastrophyllum myriocarpum là một loài rêu trong họ Anastrophyllaceae. Loài này được Carrington R.M. Schust. ex Váňa mô tả khoa học đầu tiên năm 1980.